# Urban Center
Lo stabile oggi detto Urban Center, ma comunemente chiamato Binario 7, è stato costruito nel 1934 con progetto dell'architetto Aldo Putelli, e costituisce un esempio di architettura razionalista in Monza.

## Storia
La costruzione era destinata come sede della GIL di Monza e fu inaugurata il 6 ottobre 1934 da Mussolini stesso. 

Fino al 1939 è stata sede di manifestazioni sportive e culturali. 
Dopo la guerra l'edificio ha ospitato il Commissariato della Gioventù Italiana e poi, nel 1947, la Camera del Lavoro. Nel 1949 la sala teatrale è stata adibita a sala cinematografica. 
Nel 1962 lo stabile è stato acquistato dal Comune che dapprima vi ha installato alcuni istituti scolastici e successivamente lo ha adibito a sede dei Vigili urbani.
Dopo lunghi anni di abbandono, nel 2005, l'edificio è stato restaurato e riproposto alla città come spazio multifunzionale per scopi di rappresentanza, congressuali, culturali ed espositivi. Ospita anche una sala teatrale (Teatro Binario 7) e, nell'attico, una struttura belvedere sulla città di Monza e la Brianza.

## Architettura
L'architetto ha realizzato un esempio di Razionalismo italiano, valendosi dell’innesto di un'originale parete curvilinea in vetro nella struttura muraria. 
Nel suo complesso l'edificio si articola su di una pianta a U racchiudendo un ampio cortile; la facciata, rivolta verso piazza Castello, ha un andamento curvilineo. 
La costruzione comprende  due piani (oltre ad un seminterrato) collegati da un ampio scalone che alla sommità raggiunge il terrazzo solarium.

All'interno sono vari spazi dedicati allo svago e alla ricreazione, tra cui una sala teatrale e una palestra, mentre la piccola piscina originale è oggi scomparsa.
L'edificio è censito nel Catalogo generale dei Beni culturali di Lombardia.